# Пепелина
Пепелина̀ е село в Северна България. То се намира в община Две могили, област Русе. Край селото се намира пещерата Орлова чука.

## География
Селото се намира в живописен каньон на река Черни Лом, в природен парк Русенски Лом.

## История
Вариантите за името на селото са няколко.
Романтичният вариант разказва за девойката Пепелина. Тя била дъщеря на местния болярин, а красотата и била легендарна. Когато турците нахлули по тези земи, бащата се загрижил за красивата Пепелина. Решил, че за нищо на света няма да позволи да му я отнемат. Затова наредил високо в скалите да бъде издълбана пещера, до която се стигало по тесни стъпала отсечени в каменния отвес. В това убежище била скрита Пепелина, далеч от кръвожадните поробители. За нещастие на болярина, природно бедствие затрупало входа на пещерата и така Пепелина останала завинаги в своето скривалище, далеч от очите на всички.
Втората версия е свързана с намиращия се наблизо крепостен град Червен. В Средновековието, когато там са ковали ризници и мечове, в Пепелина са се произвеждали дървените въглища за ковачниците. Оставащата пепел е дала име на образувалото се селище.
Третата хипотеза е заради това, че в района на селото има доста голяма популация на Vipera ammodytes, известна като пепелянка.

## Религии
В селото се намира православен храм на името на Свети Димитър, построен на мястото на стар параклис. Храмът е завършен през 1925 година. В него е открита рядка икона на Света Богородица - Млекопитателница.  

## Културни и природни забележителности
В близост до селото се намира пещерата Орлова чука, трета по големина в България с обща дължина на галериите 13 437 м.